# 瞿泰安
瞿泰安（1414年—？），字伯陽，直隸蘇州府崑山縣人，民籍。明朝政治人物。

## 生平
正統十二年（1447年）丁卯科應天府鄉試第三十五名。正統十三年（1448年）戊辰科會試第五名，殿試登進士第三甲第七十六名。官至刑部郎中。

## 紀念
里人在望山桥南为其立“文英坊”。

## 家族
曾祖父瞿富五。祖父瞿仲德。父亲瞿剛。